# Pheidole hewitti
Pheidole hewitti är en myrart som beskrevs av Santschi 1932. Pheidole hewitti ingår i släktet Pheidole och familjen myror. Inga underarter finns listade i Catalogue of Life.